# Haematobosca stimulans
Haematobosca stimulans är en tvåvingeart som först beskrevs av Johann Wilhelm Meigen 1824.  Haematobosca stimulans ingår i släktet Haematobosca och familjen husflugor. Arten är reproducerande i Sverige. Inga underarter finns listade i Catalogue of Life.